# Eleições legislativas regionais nos Açores em 1992
As eleições legislativas regionais nos Açores em 1992, também designadas eleições para a Assembleia Legislativa da Região Autónoma dos Açores, realizaram-se a 11 de outubro e delas resultiu a vitória do Partido Social Democrata (PPD/PSD), liderado por João Bosco Mota Amaral.
A campanha eleitoral para as legislativas regionais nos Açores decorreu de 25 de setembro a 9 de outubro.
A abstenção foi de 37,85%, ou seja, dos 183 477 eleitores recenseados votaram 114 023.

## Partidos
Os partidos e coligações que concorreram às eleições para a Assembleia Legislativa da Região Autónoma dos Açores em 1992 foram os seguintes:
| Sigla | Sigla   | Partido/Coligação                    |
| ----- | ------- | ------------------------------------ |
|       | CDS/PPM | Aliança Democrática–Açores, AD–A     |
|       | PDA     | Partido Democrático do Atlântico     |
|       | PDC     | Partido da Democracia Cristã         |
|       | PCP–PEV | CDU – Coligação Democrática Unitária |
|       | PPD/PSD | Partido Social Democrata             |
|       | PS      | Partido Socialista                   |

## Resultados
Resultados regionais apurados pela Comissão Nacional de Eleições.

Deputados eleitos e partido mais votado por círculo eleitoral

| Partido | Partido         | Candidato              | Votos   | Votos (%) | Votos (±) | Assentos | Assentos (%) | Assentos (±) |
| --- | --------------- | ---------------------- | ------- | --------- | --------- | -------- | ------------ | ------------ |
| | PPD/PSD         | João Bosco Mota Amaral | 61 110  | 53,59%    | +5,02%    | 28       | 54,9%        | +2           |
| | PS              | -                      | 41 519  | 36,41%    | +0,93%    | 21       | 41,18%       | −1           |
| | CDS/PPM(a)      | -                      | 5 217   | 4,58%     | +4,58%    | 1        | 1,96%        | +1           |
| | PCP–PEV(b)      | -                      | 2 626   | 2,3%      | −1,52%    | 1        | 1,96%        | 0            |
| | PDA             | -                      | 1 610   | 1,41%     | +0,08%    | 0        | 0%           | 0            |
| | PDC             | -                      | 24      | 0,02%     | −0,42%    | 0        | 0%           | 0            |
| Totais | Totais          | Totais                 | 112 106 |           |           | 51       |              |              |
| Votos em Branco | Votos em Branco | Votos em Branco        | 584     | 0,51%     | −0,33%    |          |              |              |
| Votos Nulos | Votos Nulos     | Votos Nulos            | 1 333   | 1,17%     | +0,03%    |          |              |              |
| Participação | Participação    | Participação           | 114 023 | 62,15%    | +3,3%     |          |              |              |
| ↑(a) CDS e PPM concorreram na coligação Aliança Democrática–Açores, AD–A. ↑(b) PCP e PEV concorreram em coligação. |                 |                        |         |           |           |          |              |              |
| Fonte: Comissão Nacional de Eleições                                                                               |                 |                        |         |           |           |          |              |              |

## Resultados por Ilha
|             | %       | D       | %    | D  | %       | D       | %       | D       | %   | D   |    |
| Ilha        | PPD/PSD | PPD/PSD | PS   | PS | CDS/PPM | CDS/PPM | PCP–PEV | PCP–PEV | PDA | PDA | D  |
| ----------- | ------- | ------- | ---- | -- | ------- | ------- | ------- | ------- | --- | --- | -- |
| Corvo       | 42,1    | 1       | 34,0 | 1  | 2,4     | -       | 16,2    | -       | 1,6 | -   | 2  |
| Faial       | 48,7    | 2       | 41,2 | 2  | 3,8     | -       | 4,4     | -       | 0,7 | -   | 4  |
| Flores      | 40,2    | 1       | 26,0 | 1  | 11,4    | -       | 20,4    | 1       | 0,9 | -   | 3  |
| Graciosa    | 51,9    | 2       | 37,5 | 1  | 6,9     | -       | 0,4     | -       | 1,8 | -   | 3  |
| Pico        | 48,8    | 2       | 43,6 | 2  | 4,1     | -       | 1,5     | -       | 0,7 | -   | 4  |
| Santa Maria | 41,3    | 1       | 50,3 | 2  | 4,8     | -       | 0,6     | -       | 0,8 | -   | 3  |
| São Jorge   | 60,5    | 3       | 24,5 | 1  | 12,0    | -       | 1,0     | -       | 1,1 | -   | 4  |
| São Miguel  | 61,2    | 12      | 32,1 | 6  | 1,0     | -       | 2,2     | -       | 1,6 | -   | 18 |
| Terceira    | 42,0    | 4       | 43,8 | 5  | 9,8     | 1       | 1,1     | -       | 1,6 | -   | 10 |
| TOTAL       | 53,4    | 28      | 36,4 | 21 | 4,6     | 1       | 2,3     | 1       | 1,4 | -   | 51 |